# Typhlodromus tenuis
Typhlodromus tenuis är en spindeldjursart som först beskrevs av Kuznetsov 1984.  Typhlodromus tenuis ingår i släktet Typhlodromus och familjen Phytoseiidae. Inga underarter finns listade i Catalogue of Life.